# Wadhwan
Wadhwan fou un estat tributari protegit a l'agència de Kathiawar, presidència de Bombai, amb una superfície de 611 km², limitat al nord amb l'estat de Dhrangadhra, al sud amb els territoris de Chuda i Linibdi, i per la taluka Dhandhuka del districte d'Ahmedabad; a l'est amb Limbdi; i a l'est pel territori de Muli i Sayla.
La població era:
- 1881: 42.500 habitants
- 1891: 42.438
- 1901: 34.851
- 1931: 42.602

La capital era Wadhwan (única municipalitat) i hi havia altres 31 pobles.

## Història
Antigament Wadhwan hauria estat dominat pels vales, solankis, vagheles i musulmans, que foren desposseïts pels jhales que foren la darrera família reial. El primer fou Prathirajji, fill gran de Raj Chandrasinghjl de Dhrangadhra (1584-1628), que va anar a Wadhwan i va intentar obtenir ajut del thanadar contra el seu pare; el thanadar no li va donar ajut actiu però el va deixar residir a Wadwhan; Prathirajji va ajudar al thanadar en diversos fets però després es va mostrar impacient per agafar el tresor obtingut en campanya. Llavors fou empresonat i enviat a Ahmedabad on va morir empresonat; el seu germà petit el va succeir com a sobirà de Dhrangadhra, i els fills del difunt foren exclosos de la successió però finalment el fill gran es va apoderar de Wankaner i el fill segon (Rajoji) es va establir a Wadhwan vers 1630. A l'inici del segle XIX el sobirà va signar els habituals acords amb els britànics el 1807; va gaudir de salutació de 9 canonades i tenia el títol de thakur sahib. L'estat era de segona classe dins dels de Kathiawar. Els seus ingressos el 1901 eren de 31 lakhs i pagava un tribut de 28.692 rupies. El 1904 mantenia una força militar de 163 homes dels quals 39 a cavall, i una policia de 151 homes.

## Bandera
La bandera de l'estat ere rectangular verda i al centre un quadre format per tres bandes verticals, als costats vermelles i al centre groga, en proporció 1:3:1; dins del groc un trident verd.

## Llista de thakurs
- Rajoji Prithirajji 1630-1643
- Sabalsinhji Rajoji I 1643-1666 (fill)
- Udasinhji Rajoji 1666-1681 (germà)
- Bhagatsinhji Udasinhji 1681-1707 (fill)
- Arjansimhji Madhavsimhji 1707-1739 (fill de Madhavsinhji Bhavsinhji i net de Bhavsinhji Rajoji el germà de Udasinhji Rajoji)
- Sabalsimhji Arjansimhji II 1739 - 1765 (fill)
- Chandrasimhji Sabalsimhji 1765 - 1778 (fill)
- Prithirajji Chandrasimhji 1778 - 1807 (fill)
- Jalamsimhji Prithirajji 1807 - 1827 (fill)
- Raisimhji Jalamsimhji 1827 - 1875 (fill)
- Dajiraji 1875 - 1885 (fill)
- Balsimhji 1885 - 1910 (germà)
- Jashwantsimhji Becharsimhji 1910 - 1918 (cosí)
- Jorawarsimhji Jashwantsimhji 1918 - 1934
- Surendrasimhji Jorawarsimhji 1934 - 1948